# Corythophora
Corythophora é um género botânico pertencente à família Lecythidaceae.

## Espécies
- Corythophora labriculata